# Кнорре Федір Карлович
Кно́рре Фе́дір Ка́рлович (нар. 1831 — пом. 1911) — російський архітектор, цивільний інженер.

## Біографія
Народився у 1831 році в місті Одеса в родині директора Миколаївської морської обсерваторії К. Х. Кнорре.
Закінчив повний курс навчання у повітовому училищі в Ліфляндії. У 1849 році вступив до відділу архітектури Імператорської академії мистецтв і, отримавши там срібну медаль 2-го класу за архітектурні проекти, був у 1853 році допущений до слухання лекцій в Будівельному училищі. У 1855 році витримав випускний іспит і випущений зі званням архітекторського помічника і правом на чин колезького секретаря.
У 1855—1857 роках проходив службу в Київській будівельній і дорожній комісії.
У 1857 році виїхав на навчання до Німеччини, де протягом року був вільним слухачем Берлінської архітектурної академії, брав участь у дослідженнях, що проводились в той час для гірської залізниці між містами Глоц і Франкенштейн у Сілезії.
Наприкінці 1858 року під керівництвом генерала С. В. Кербедза брав участь у дослідженнях і складанні проекту побудови Курсько-Київської залізниці (Курськ-Київ-Одеса), згодом послідовно брав участь у будівництві залізничних ліній: Московсько-Рязанської, Рязансько-Козловської, Московсько-Курської, Курсько-Київської, Орловсько-Грязької і Харківсько-Миколаївської.
Деякий час займався приватною архітектурною практикою в місті Миколаєві. Володів землями поблизу Миколаєва.
У 1878 році був прийнятий на державну службу в Ставропольську губернію, де протягом року обіймав місце губернського архітектора, а потім — губернського інженера (1879—1891). У 1893 році він знову обіймає посаду губернського архітектора в Ставрополі. За цей час перебудовано чи збудовано близько 20 церков в різних місцях губернії, в тому числі: невелика церква і трапезна з церквою при жіночому монастирі в місті Ставрополі, дзвіниця і архієрейський будинок у садибі церкви Андрія Первозваного. Також перебудовано і розширено чоловіче духовне училища, перебудовано будівлі окружного суду і дворянського зібрання. Знову збудовано жіноче єпархіальне училище з пансіоном для 300 дівчат, будівля в'язниці в селі Благодарному Ставропольської губернії.
Помер у 1911 році.